# You Make Me Feel Brand New
You Make Me Feel Brand New is een single van de Amerikaanse soulgroep The Stylistics uit 1974. Het verscheen op hun derde studioalbum Rockin' Roll Baby. Op hun vierde studioalbum Let's Put It All Together verscheen een ingekorte versie van het nummer, die de eerste single van dat album werd.
"You Make Me Feel Brand New" is een ballad waarin de ik-figuur zingt hoe hij helemaal ondersteboven is van zijn geliefde. Het nummer werd in diverse, voornamelijk Engelssprekende landen, een hit. Het bereikte de 2e positie in de Amerikaanse Billboard Hot 100. Ook in het Nederlandse taalgebied werd het nummer een bescheiden hit, met een 12e positie in de Nederlandse Top 40 en een 29e positie in de Vlaamse Radio 2 Top 30.

## Simply Red
In 2003 bracht de Britse band Simply Red een cover van het nummer uit, als derde single van hun achtste studioalbum Home.
De mannen van Simply Red zorgden het met hun versie voor dat het nummer opnieuw in de belangstelling kwam. Hoewel in Amerika geen hitlijsten werden gehaald, werd het in het Verenigd Koninkrijk opnieuw een top 10-hit met een 7e positie. In Nederland kende de cover minder succes; daar bereikte het de 2e positie in de Tipparade, waarmee het net buiten de Top 40 viel.